# Departamento de Realicó
Departamento de Realicó är en kommun i Argentina.   Den ligger i provinsen La Pampa, i den centrala delen av landet, 500 km väster om huvudstaden Buenos Aires.
Trakten runt Departamento de Realicó består till största delen av jordbruksmark. Runt Departamento de Realicó är det mycket glesbefolkat, med 6 invånare per kvadratkilometer.